# Brooke Scullion
Brooke Scullion (* 31. März 1999 in Bellaghy, County Londonderry, Nordirland) ist eine irische Sängerin, die oft nur unter ihrem Vornamen Brooke auftritt. Sie vertrat Irland beim Eurovision Song Contest 2022.

## Leben und Karriere
Brooke Scullion wuchs in Derry in Nordirland auf, das nur kurz hinter der irisch-nordirischen Grenze liegt.
2020 nahm sie an der neunten Staffel von The Voice UK teil, wo sich alle vier Coaches für sie umdrehten. Sie entschied sich für das Team von Meghan Trainor und erreichte schließlich das Finale, wo sie den geteilten dritten Platz belegte.
Im Januar 2022 wurde bekanntgegeben, dass Brooke Scullion eine der sechs Teilnehmer am irischen Vorentscheid für den Eurovision Song Contest 2022, dem Eurovision 2022 Late Late Show Special, sein würde. Im Finale am 5. Februar 2022 konnte sie den Wettbewerb mit ihrem Lied That’s Rich für sich entscheiden. Sie erhielt sowohl von der internationalen Jury als auch von der Zuschauerabstimmung die Höchstwertung von 12 Punkten sowie 4 Punkte von der nationalen Jury und konnte somit mit insgesamt 28 Punkten und 4 Punkten Vorsprung den Vorentscheid für sich entscheiden. Sie vertrat somit Irland beim Eurovision Song Contest 2022 in Turin. Nach ihrer Teilnahme beim zweiten Halbfinale konnte sie sich jedoch nicht fürs Finale qualifizieren.
Nach dem Contest kam das Lied in den irischen Charts auf Platz 54.
Anfang 2023 nahm Scullion an der irischen Ausgabe von Dancing with the Stars teil.

## Diskografie

### EPs
- 2022: Chaotic Heart

### Singles
- 2020: Attention
- 2022: That’s Rich
- 2022: Tongues
- 2022: Heartbreaker
- 2023: Come Alive
- 2023: Being Alone